# Hildesheim Ost
Hildesheim Ost (niem: Bahnhof Hildesheim Ost) – przystanek kolejowy w Hildesheim, w kraju związkowym Dolna Saksonia, w Niemczech. Znajduje się na linii Hildesheim – Goslar.
Na początku lat 70 XIX wieku wszystkie dworce Hannover-Altenbekener Eisenbahn-Gesellschaft(HAE) zostały wybudowane jako Bahnhof am Friesentore, później należały do Altenbekener Bahnhof. Pierwszy pociąg towarowy wyruszył 19 maja, pierwszy pociąg pasażerski w dniu 30 czerwca 1875 z prędkością przelotową 30 km/h. Stacja była potrzebna, ponieważ HAE, nie mogła używać głównego dworca (obecnie Hildesheim Hauptbahnhof).
W 1880 miała miejsce nacjonalizacja HAE. Po przenosinach 20 maja na główny dworzec, dworzec został opuszczony i zniszczono wszystkie budynki z wyjątkiem lokomotywowni towarowej. Budynek dworca został wzniesiony ponownie w Bad Lauterberg. Po trwałych protestach obywateli i zbiórce pieniędzy, które przyniosły 12000 marek, miasto Hildesheim przeznaczyło 3000 marek dla przywrócenia przystanku. Nowa stacja była w starym składzie towarowym i otwarto ją w dniu 1 maja 1893 roku. W czasie II wojny światowej Dworzec Wschodni został ukszkodzony przez bomby tylko raz - w dniu 22 lutego 1945. W roku 1967 nowy budynek dworca został wzniesiony.
W 1988 rozpoczęto demontaż wszystkich przełączników i bocznic. Od tego czasu jest to tylko przystanek kolejowy. W następstwie peron wyspowy został zastąpiony przez dwa perony krawędziowe, połączone kładką dla pieszych nad torami. Zainstalowano automaty biletowe. Budynek dworca został wyburzony w 1990.